# Saut à ski aux Jeux olympiques de 1984
Navigation
Lake Placid 1980 Calgary 1988
Les épreuves de saut à ski aux Jeux olympiques de 1984.

## Podiums
| Épreuves                    | Or            | Argent        | Bronze         |
| Petit tremplin H 12 février | Jens Weißflog | Matti Nykänen | Jari Puikkonen |
| Grand tremplin H 18 février | Matti Nykänen | Jens Weißflog | Pavel Ploc     |

## Résultats

### Petit Tremplin
| Place | Nation             | Athlète           | Points |
| ----- | ------------------ | ----------------- | ------ |
| 1er   | Allemagne de l'Est | Jens Weissflog    | 215.2  |
| 2e    | Finlande           | Matti Nykänen     | 214.0  |
| 3e    | Finlande           | Jari Puikkonen    | 212.8  |
| 4e    | Allemagne de l'Est | Stefan Stannarius | 211.1  |
| 5e    | Norvège            | Rolf Åge Berg     | 208.5  |
| 6e    | Autriche           | Andreas Felder    | 205.6  |
| 7e    | Pologne            | Piotr Fijas       | 204.5  |
| 8e    | Norvège            | Vegard Opaas      | 203.8  |

### Grand Tremplin
| Place | Nation               | Athlète           | Points |
| ----- | -------------------- | ----------------- | ------ |
| 1er   | Finlande             | Matti Nykänen     | 231.2  |
| 2e    | Allemagne de l'Est   | Jens Weissflog    | 213.7  |
| 3e    | Tchécoslovaquie      | Pavel Ploc        | 202.9  |
| 4e    | États-Unis           | Jeff Hastings     | 201.2  |
| 5e    | Finlande             | Jari Puikkonen    | 196.6  |
| 6e    | Autriche             | Armin Kogler      | 195.6  |
| 7e    | Allemagne de l'Ouest | Andreas Bauer     | 194.6  |
| 8e    | Tchécoslovaquie      | Vladimír Podzimek | 194.5  |

## Médailles
| Place | Nation             |   |   |   | Total |
| ----- | ------------------ | - | - | - | ----- |
| 1er   | Finlande           | 1 | 1 | 1 | 3     |
| 2e    | Allemagne de l'Est | 1 | 1 | 0 | 2     |
| 3e    | Tchécoslovaquie    | 0 | 0 | 1 | 1     |